# Langues du Centre du Vanuatu
Les langues de la famille centre du Vanuatu font partie des langues océaniennes du Sud. Ces langues sont parlées dans la province de Shéfa, au centre du Vanuatu sur l'île d'Éfaté et dans de nombreuses petites îles des Îles Shepherd.
La principale différence dans les dernières classifications est la place des langues au sein du groupe océanien et de la possibilité d'inclure l'Éfaté du Sud, la langue de la capitale, Port Vila.

## Langues
Lynch, Ross et Crowley (2002) incluent seulement deux langues au sein de ce groupe :
- Le Namakir (Namakura,Îles Shepherds )
- Nakanamanga (Éfaté du Nord, au Nord d'Efate)

Clark (2009) inclut également l'Éfaté du Sud :
- Namakir (Namakura)
- Efate: Éfaté du Sud, Éfaté du Nord, Eton, Lelepa

(Ross et coll. a compté l'Eton et le Lelepa comme des dialectes d'autres langues.)
Selon Thieberger, l'Efatese est un mélange artificiel des langues d'Efate.